# Gigan
Gigan (ガイガン Gaigan?) es un daikaiju de la serie de Godzilla, introducido en la película Chikyū Kogeki Meirei Gojira tai Gaigan de 1972. 
Gigan es un monstruo cibernético que utiliza una sierra en su región abdominal frontal y grandes ganchos metálicos en las manos. Gigan es a veces considerado el opositor más brutal y más violento de Godzilla, y tiene una gran cantidad de fanes y admiradores (Incluyendo en Godzilla: Final Wars, director Ryuhei Kitamura) a pesar de la baja calidad generalmente percibida de sus primeras dos películas. Sus nuevos diseños para la serie Millennium fueron elogiados por muchos y engrandecidos entre los fanáticos como las más grandes mejoras hechas a un daikaiju.

## Películas y apariciones en TV
Convocado a la Tierra por los alienígenas Cazadores del Espacio de la Nebulosa M, Gigan vino junto con King Ghidorah para destruir Tokio. Ellos fueron desafiados por Anguirus y Godzilla, y después de una larga lucha los dos monstruos del espacio fueron forzados a irse.
Un año más tarde, en Godzilla tai Megalon, Gigan fue enviado por los habitantes de la nebulosa para asistir a la gente de Seatopia en su asalto a la humanidad ayudando a Megalon en una batalla contra Godzilla y Jet Jaguar. Gigan abandonó a Megalon cuando la lucha se dio vuelta contra ellos, y voló de nuevo al espacio.
Que el mismo año, Gigan hizo una aparición en la serie de TV de Toho Zone Fighter. Gigan fue aporreado por Godzilla de nuevo, entonces luchó con el superhéroe gigante de la Zone Fighter. Gigan finalmente luchó en Zone Fighter, e intentó retirarse en el aire, pero Godzilla lo aniquiló con su rayo atómico.
Gigan reapareció en Godzilla: Final Wars como uno de los principales kaiju villanos en la película. Aparece para pelear con Godzilla pero es fácilmente derrotado por el aliento atómico. Gigan fue aumentado con las garras diseñadas con doble punta pero fue derrotado eventualmente por Mothra.

## Poderes y habilidades

### Accesorios en gancho/cuchillas
Los brazos de Gigan tienen un par de ganchos grandes de metal en lugar de manos. Gigan puede utilizar éstos para estropear a un opositor, y para apuñalar. En su aspecto en las series de televisión Zone Fighter, las extremidades de los ganchos pueden lanzar una carga explosiva en contacto con un enemigo. En Godzilla: Final Wars, son cuchillas grandes en vez de ganchos, y las dichas se substituyen después por cadenas con serruchos. También, en un proyecto perdido llamado “El Retorno de King Ghidorah” (significativo para la serie Showa), el gancho derecho de Gigan era una maza encendida.

### Vuelo antigravedad
Gigan es capaz de volar a velocidades hasta del Mach 3. Esto normalmente llega a viajes interestelares y es muy pocas veces utilizado, si en todas, durante situaciones de la batalla. Cuando es utilizada en batalla, sin embargo, Gigan la utilizará a menudo para enganchar golpes aéreos para derribar continuamente a sus opositores sin darles una ocasión de contraatacar, o que se levanten. En Godzilla: Final Wars, el vuelo antigravedad es reemplazado por cohetes, presumiblemente para darle un aspecto más robótico.

### Sierras
Gigan tiene una sierra construida en su área abdominal. La aleación alienígena desconocida le da durabilidad y eficacia considerables pues es bastante aguda y puede causar daño epidérmico severo a Godzilla y Anguirus y hace caer a un debilitado Gotengo.
La segunda versión de Gigan en Godzilla: Final Wars, en vez de ganchos tiene sierras.

### Cables
En Godzilla: Final Wars el primer gigan era capaz de disparar dos cables de sus manos que pueden agarrar un objeto y enrollarlo con sus pinzas hasta el rango de peligro de sus sierras.

### Discos cortantes
En Godzilla: Final Wars el segundo Gigan es capaz de disparar dos discos-navajas de su pecho (un pequeño pecho sobre su sierra); éstos pueden tajar cualquier cosa. de cualquier modo, en la película, Mothra los esquiva y simultáneamente libera su polvo venenoso, causándoles una mala función y haciéndolos volver como bumerán decapitando a Gigan.

### Láser
En numerosas apariciones Showa de Gigan en programas televisivos y películas, él tiene un rubí láser colocado en su frente. En los pósteres oficiales de su película aparece ilustrado con un rayo láser disparado de su frente, aunque la capacidad nunca fue vista en la pantalla por razones no sabidas enteramente (era sin embargo posiblemente un resultado de los límites de las reducciones y/o de la carencia del presupuesto y tiempo; las ilustraciones también se habrían podido hacer para el efecto). El láser de Gigan es incluido en los videojuegos de Godzilla; apareciendo por primera vez en Godzilla: Monster of monsters para el Nintendo Entertainment System.
En Godzilla: Final Wars (2004), Gigan tiene dos rayos, uno de largo alcance y otro en la forma de disparo de corto alcance, los rayos láser de Gigan finalmente fueron revelados en la pantalla, aunque habían sido alterados enormemente de la versión original.
El nuevo dispositivo láser no se encendía más de la frente (el dispositivo del láser había sido substituido por una gema de rubíes no-tallada), sino que por el contrario se encendía del mismo ojo de Gigan. También era no más un láser tradicional, sino un gran rayo que se separa en láseres múltiples como una ráfaga de escopeta y tenía un impacto explosivo. El rayo del ojo se ha titulado oficialmente el “racimo de luz”.

### Teletransportación
Esta habilidad se ve en los videojuegos de Godzilla, saltando en el aire Gigan es capaz de teletransportarse cortas distancias.

### Lanzallamas
En dos juegos 2D separados de batallas de Godzilla Gigan porta un lanzallamas que hace ignición desde su único ojo.

## Trivia
Gigan era el primer monstruo que podía hacer sangrar a Godzilla visiblemente. En Chikyū Kogeki Meirei Gojira tai Gaigan había volado sobre el hombro de Godzilla y de Godzilla radical con su buzzsaw y un Godzilla apuñalado más último en la cabeza con sus manos de la martillo-garra, haciendo sangre funcionar abajo de su cara. Godzilla sangró otra vez en la cantidad común de Gigan usada en Godzilla contra Megalon. Con el arrendamiento de Eiji Tsuburaya como jefe del departamento especial de los efectos de Toho (que duró hasta su muerte en 1969), él había evitado adrede matanza visible durante choques del monstruo; Lesiones de Godzilla en las manos de Gigan, dirigidas por Teruyoshi Nakano, eran una rotura significativa y polémica de las técnicas de Tsuburaya.
- El láser del ojo de Gigan, aunque representado prominentemente en los carteles de Chikyū Kogeki Meirei Gojira tai Gaigan, nunca fue utilizado en la pantalla hasta Godzilla: Final Wars. Sin embargo, en una secuencia de la batalla en Godzilla contra Gigan, después de que Godzilla lanze una roca a la cara de Gigan, el dispositivo del arma del láser en la frente de Gigan emite un flash rápido de luz, cortocircuitos posiblemente. Esta escena fue utilizada en Godzilla tai Megalon.

- Normalmente se compara a Gigan con un pollo, pero el único parecido con éste es su pico. De todas formas, se sigue comparándolo por sus actos cobardes en las Series Showa.

## Filmografía
- Chikyū Kogeki Meirei Gojira tai Gaigan (1972)
- Godzilla tai Megalon (1973)
- Zone Fighter (1973) (Episodio 11: En un Abrir y cerrar de Ojos: ¡El rugido de Godzilla!)
- Godzilla: Final Wars (2004)

## Apariciones en otros medios
- Gigan aparece como bandido en el juego 1988 de Nintendo Godzilla: Monster of Monsters!

- Gigan también apareció en Godzilla Trading Battle - (1998 - PlayStation).

- Gigan es un superhéroe de Toho televisado de Zone Fighter, donde es destruido por última vez por Zone Fighter y no Godzilla, poniéndole fin a la historia de Gigan de Showa.

- Él fue originalmente considerado para un personale jugable en Godzilla: Domination! pero fue cancelado por el presupuesto.

- Gigan es un personaje jugable en Godzilla: Destroy All Monster Melee y Godzilla: Save the Earth. En ambos juegos él es un orientador de tumultos de monstruos con ataques rápidos y capacidad de teletransportación (sus poderes de vuelo no fueron utilizados en el juego). Aunque su defensa está debajo del promedio, su velocidad y sus combos lo compensan. La sierra de su vientre se utiliza en un gancho, un movimiento combo de exterminación, y un ataque aéreo. Cuando Gigan usa su ataque de rabia extiende ambas armas y las hace girar como una tapa, enviando a volar a su oponente en el aire en un posible combo multi-golpe. El Gigan de Showa es jugable en los dos juegos.

- Gigan (el diseño de Millennium incorporando aspectos de los diseños vistos en Final Wars) está en Godzilla: Unleashed, exclusivamente la versión de Nintendo Wii. Gigan (Millennium) no aparece en la versión PS2, la versión Showa lo reemplaza. El Gigan de Showa aparece en la versión Nintendo DS del juego.

- Gigan apareció en la película de TV de Las Sombrías Aventuras de Billy y Mandy, viviendo en la Isla de los Monstruos. En esta versión él podía lanzar un aliento de fuego, algo que no podía en las películas.

- Gigan es también un rapero en el “Krazy World” de Take Me to Your Leader (King Geedorah Album).